# Crotalus ruber
Crotalus ruber là một loài rắn trong họ Rắn lục. Loài này được Cope mô tả khoa học đầu tiên năm 1892.

## Hình ảnh

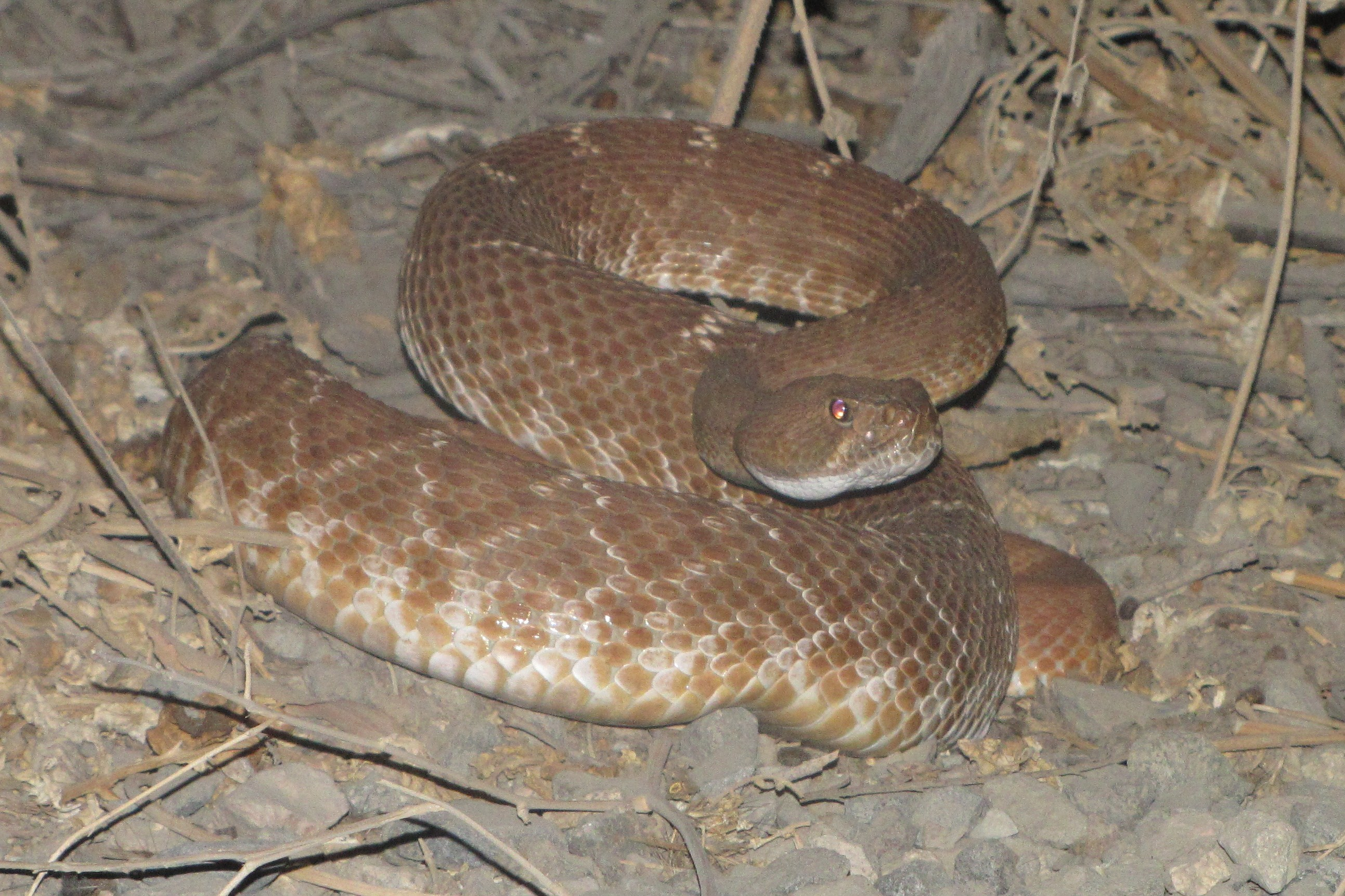
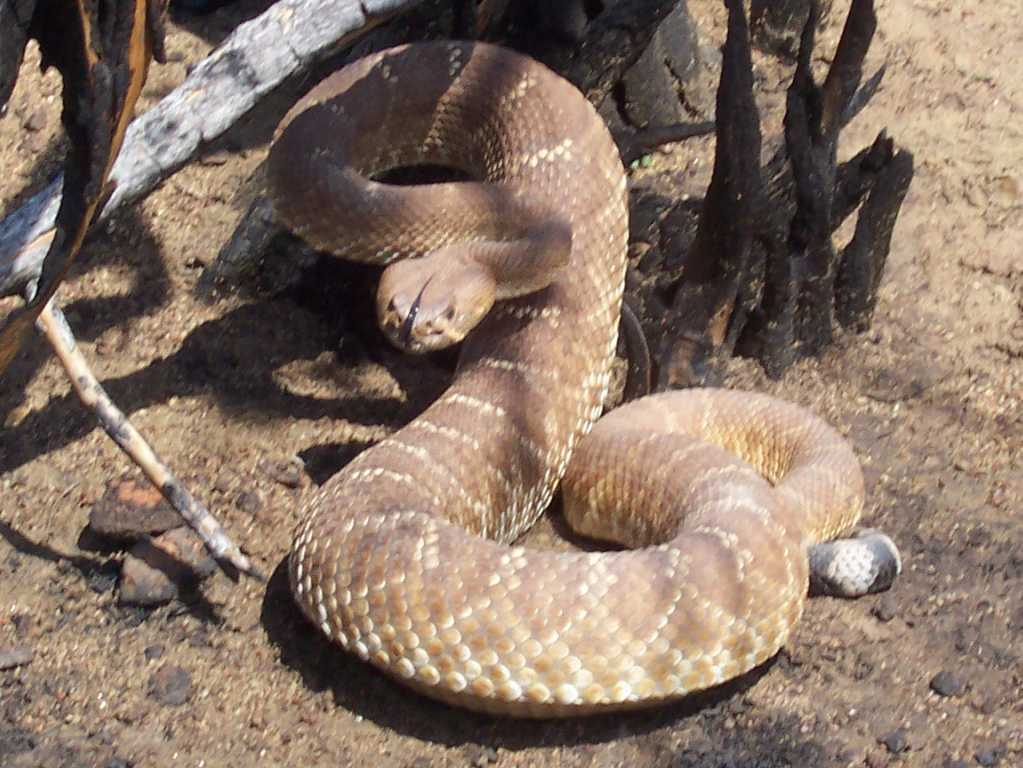
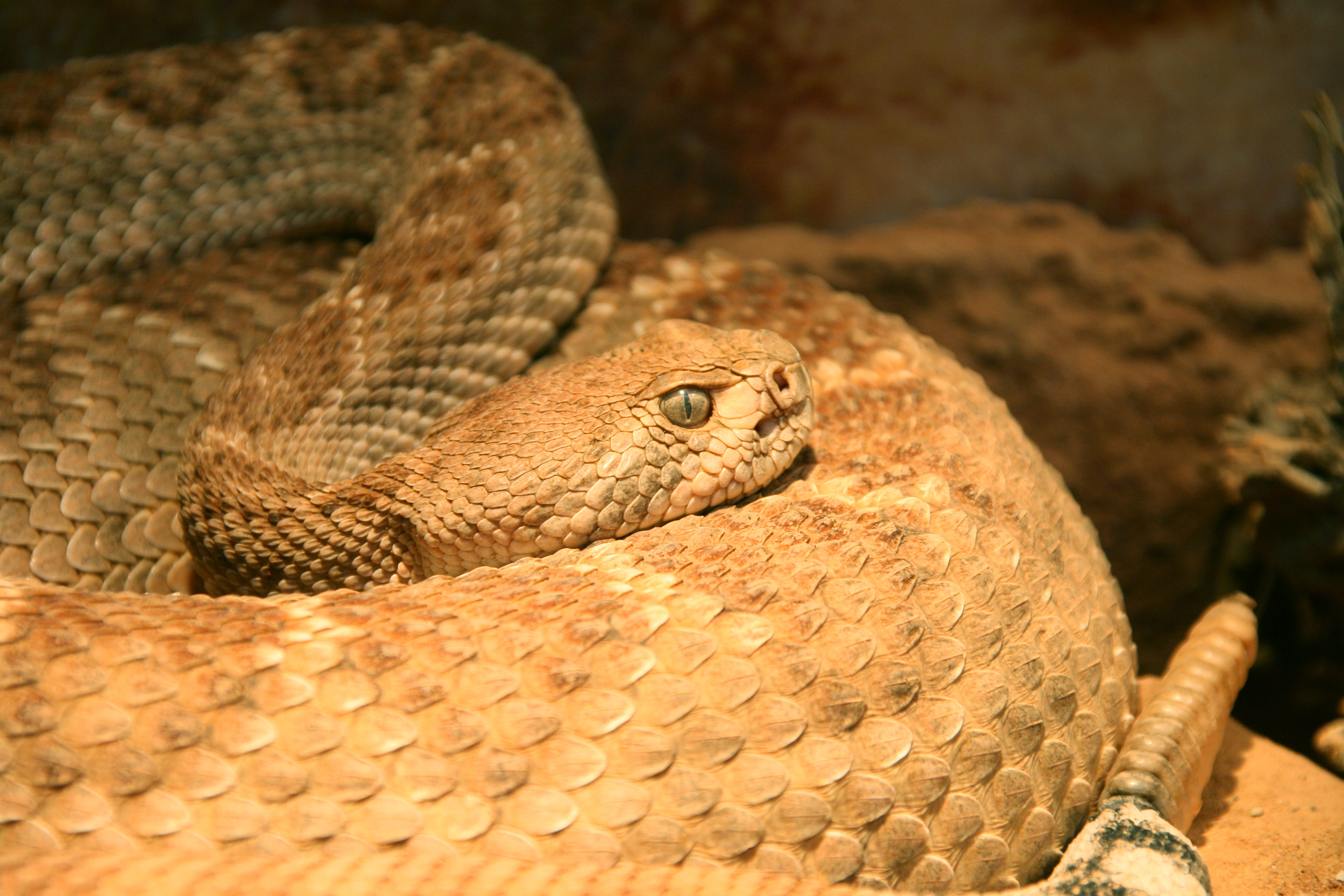
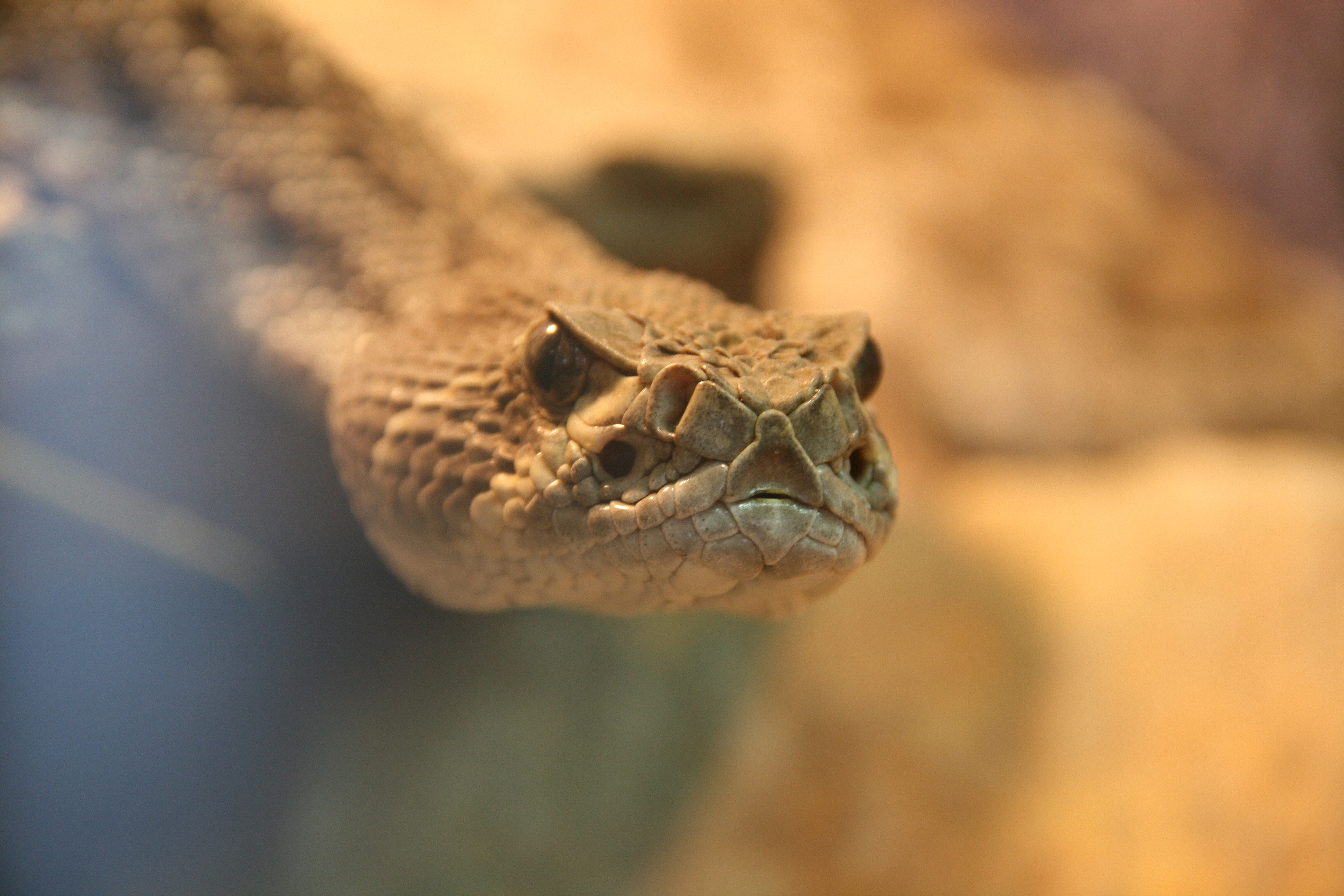